# 大野城市立大野中学校
大野城市立大野中学校（おおのじょうしりつ おおのちゅうがっこう）は、福岡県大野城市にある公立中学校。通称は「大野」又は「大中」（おっちゅう）。平成28年度で創立70年を迎えた。校訓は「健康・敬愛・自律」。

## 概要
大野城市の中心部に位置する。
大野小学校と大野北小学校の一部（栄町、雑餉隈（ざっしょのくま）町）の2つの小学校区から生徒が通っている。なお栄町、雑餉隈町は本来は大野北小学校の校区で大野東中学校に行くことになっているが、距離が遠いので西鉄電車を利用して（または徒歩で）本校へ向かう。（通学路の一部が春日市を通る）

## 歴史
- 1947年（昭和22年）4月16日 - 大野小学校に併設開校し大野中学校と称す。
- 1948年（昭和23年）4月13日 - 大野村白木原173番地にあった工場を買い、同地に移る。
- 1950年10月 - 大野村が大野町に昇格したことに伴い大野町立大野中学校になる。
- 1957年（昭和32年）3月25日 - 鉄筋3階建18教室落成。
- 1961年（昭和36年）3月15日 - 5教室増築完成す。
- 1962年（昭和37年）2月15日 - 9教室増築完成す。
- 1971年（昭和46年）4月1日 - 生徒増のため大野東中新設。
- 1972年（昭和47年）2月 -  校舎内部全面改修。
- 1972年4月 - 大野町が大野城市に改称昇格したことに伴い大野城市立大野中学校になる。
- 1976年（昭和51年）3月 - 花壇完成。
- 1976年（昭和51年）4月1日 - 生徒増のため大利中新設。
- 1978年（昭和53年）3月 - 体育館竣工。
- 1979年（昭和54年）5月 - 運動場整備完成。
- 1986年（昭和61年）8月 - バスケットボール部男子､県大会優勝､九州大会準優勝､全国大会出場。
- 1990年（平成2年）2月 - 新校舎新築着工。
- 1991年（平成3年）3月 - 新校舎完成。
- 1991年（平成3年）4月 - 新校舎へ移転。
- 1991年（平成3年）6月 - 屋上プール完成。
- 1991年（平成3年）7月 - OA室開き。
- 1991年（平成3年）9月 - 運動場全面改修工事完了。
- 1992年（平成4年）8月 - 剣道部男子県大会優勝､九州大会ベスト8。
- 1996年（平成8年）11月 - 開校50周年式典､時計台新設。

## 部活動

### 運動系
- 野球部
- サッカー部
- バスケットボール部（男・女）
- 陸上部
- 卓球部
- 剣道部
- 柔道部
- ソフトテニス部
- ソフトボール部
- バドミントン部
- バレーボール部

### 文化系
- 吹奏楽部
- 美術部
- パソコン部

## 所在
福岡県大野城市白木原3丁目11番1号

## 周辺
- 大野城市立大野小学校
- 西鉄白木原駅
- JR大野城駅
- 筑紫合同庁舎
- 福岡県立筑紫中央高等学校

## 通学区域
- 曙町一丁目～三丁目
- 瓦田一丁目～五丁目
- 栄町一丁目～三丁目
- 雑餉隈町一丁目～五丁目

- 白木原一丁目～五丁目（四丁目の一部を除く）
- 中央一丁目の一部
- 錦町四丁目
- 東大利一丁目の一部，三丁目の一部

- 御笠川三丁目
- 瑞穂町一丁目～四丁目

## 著名な出身者
- 井本宗司 - 第10,11,12代福岡県大野城市長
- 堤かなめ - 衆議院議員
- 杉内俊哉 -元 プロ野球選手
- ASKA - 歌手・一時期在籍
- 松本咲 - バスケットボール選手

## その他
福岡空港が近接している関係で、騒音防止のため夏になるとクーラーがつく。
周囲を住宅地・道路・線路に囲まれ、敷地が狭いため、プールは屋上にある。